# 張鑫 (自由式滑雪運動員)
張鑫（1985年8月4日—），吉林人，中國女子自由式滑雪空中技巧運動員。

## 生平
张鑫於1999年入選山東隊，後在2005年成為國家隊成員。同年，她在自由式滑雪空中技巧世界杯得亞軍，又在全國冠軍賽贏得冠軍。2007年，她在亞洲冬季運動會獲得銅牌。2010年，她再次在世界杯中取得第二名，並隨後一年的亞洲冬季運動會奪得金牌。2013年12月，她在北京舉行的世界杯分站賽中奪冠。

## 資料來源
1. ↑  "亚洲冬季运动会激战三日 中国军团收金十二枚" （页面存档备份，存于） 2007 2 1
2. ↑  "空中技巧赛中国揽双金" 的存檔，存档日期2014-02-21. 羊城晚報 2011 2 2
3. ↑  "自由式滑雪：李妮娜第四 张鑫夺冠徐梦桃险受伤" （页面存档备份，存于） 2013 12 21